# 시로사키촌
시로사키촌(城崎村)은 후쿠이현 뉴군에 있던 촌이다. 현재의 에치젠정 남서쪽에 해당한다.

## 역사
- 1889년 4월 1일 - 정촌제 시행에 의해 7개 촌의 구역을 가지고 성립하였다.
- 1955년 3월 1일 - 시카우라정과 합병해 에치젠정이 성립하여, 동일 시로사키촌은 폐지되었다.

## 참고문헌
- 角川日本地名大辞典 18 福井県